# 徳野和彦
徳野 和彦（とくの かずひこ、1974年5月1日 - ）は、愛媛県伊予市出身の日本の柔道家。現役時代は60kg級の選手。現在はコマツ女子柔道部の助監督を務める。

## 人物
新田高等学校時代はインターハイ2位止まりだったが、東海大学入学後1年生で早くも学生体重別に優勝して注目されるようになり、その後着実に力を付けアトランタオリンピックも代表候補の一人になったが、代表にまでは至らず。
しかしそれ以降は野村忠宏の最大のライバルとして立ちはだかることになり、バンコクアジア大会では圧倒的な強さで優勝を飾り、翌年にはついに野村を破って世界選手権代表になり、そこでも順調に勝ち上がり、キューバのマノロ・プロ相手の決勝でも優位に試合を進めながらも、一瞬の隙をつかれて敗れる。
その後のシドニーオリンピック代表選考となる講道館杯でも、野村相手にリードしながら逆転負けを喫して2位に終わる。続くドイツ国際では、世界選手権で敗れたプロに借りを返して優勝するも、選抜体重別では野村と対戦する前に敗れ、オリンピック代表になれず。
シドニーオリンピック翌年の世界選手権で再び代表になるも3位に終わり、その後は以前ほどの活躍は見らず引退することになった。
2006年から全日本女子代表のコーチとなった。
また2008年からは今まで勤めていた神奈川県警を辞めて、コマツの女子柔道部コーチにも就任した。
2011年8月にはIJFから女子を指導する現役最高コーチに選出された。
2013年2月には強化合宿において女子強化選手に暴力を振るっていた事実を認めて、監督であった警視庁の園田隆二に続いて代表コーチを辞任することになった。
10月に全柔連は新体制に移行したことに伴い、女子柔道の暴力指導問題で戒告処分を受けていた徳野に対して、新たに6ヶ月の会員登録停止の処分を下したことを公表した。この期間に全柔連が主催する大会でコーチなどを務めることが禁じられる。しかし、所属先での指導や試合会場への出入りは認められることになった。
2019年9月にはコマツ女子柔道部の監督を退任した。年内にはコマツからも退社予定だという。

## 得意技
この階級は小柄なものが多いが、その中でも格段に小さい153cmしかなかったが、その極端に小柄な体型を逆に活かした独特の横落としや、一本背負い投げ、小内巻き込み等を得意としていた。

## 戦績
- 1991年 - インターハイ 2位
- 1993年、1995年、1996年 - 全日本学生柔道体重別選手権大会で合計3度優勝
- 1995年 - 1997年、2000年、2003年 - 講道館杯で合計5度の優勝
- 1995年 - アジア柔道選手権大会 優勝
- 1996年 - 嘉納杯2位
- 1997年、1998年、2001年 - フランス国際で合計3度の優勝
- 1998年、1999年、2001年 -  選抜体重別で合計3度の優勝
- 1998年 - ワールドカップ団体戦 優勝
- 1998年 - バンコクアジア大会 優勝
- 1999年 - 世界柔道選手権バーミンガム大会 2位
- 2000年 - ドイツ国際優勝
- 2001年 - 世界柔道選手権ミュンヘン大会 3位